# 柴田達夫
柴田 達夫（しばた たつお、1911年3月18日 - 1991年7月6日）は、昭和期の内務官僚。建設事務次官、水資源開発公団（現・水資源機構）総裁等を歴任。建設行政の基礎を築き、特に水資源開発に大きな功績を残した。

## 経歴
貴族院議員や内閣書記官長などを務めた柴田善三郎の次男として愛媛県松山市に生まれる。第三高等学校から東京帝国大学に進み、1935年の卒業とともに内務省に入る。
1939年内務事務官となり、太平洋戦争後の1950年に大阪府警察長に就任。1954年に初代警察庁長官官房長、警視監となる。
建設省大臣官房長（1955年）を経て、1958年12月16日に建設事務次官に就任した（1961年11月1日退任）。
1968年から1974年まで、水資源開発公団総裁を務めた。
1982年に勲一等瑞宝章を受章。

## 親族
義兄に日本郵船会長の有吉義弥、衆議院議員・自治大臣の山崎巌、義弟に日本電信電話公社総裁の米沢滋がいる。妻・光子の父は貴族院議員・千葉、宮崎、神奈川などの各県知事、横浜市長を務めた有吉忠一。